# Carélien (cheval)
Vous lisez un « bon article » labellisé en 2021.
Pour les articles homonymes, voir Carélien et Caréliens.
Le Carélien (en russe : карельская лошадь / Karel'skaya) est une race de poneys originaire de Carélie, une région d'Europe du Nord, entre le golfe de Finlande et la mer Blanche. Ce poney haut d'environ 1,40 m, à la grosse tête et au physique anguleux, appartient au groupe équin du Nord de la Russie. Réputé très rustique, il présente parfois des marques primitives sur sa robe.
Il était autrefois employé dans l'agriculture et pour le transport, notamment à la traction de traîneaux. Intégré au système de croyances carélien, ce poney est perçu comme un animal sage doué d'une excellente mémoire. La race est désormais éteinte.

## Terminologie
Ce poney est également nommé Karelian en anglais, la transcription anglaise de son nom en russe карельская лошадь étant Karel'skaya loshad',. Une variété de cette race est connue sous le nom d'« Onega »,. En carélien (langue fennique), le mot heboińe désigne le cheval d'une manière plus générale.

## Histoire
Cette race correspond vraisemblablement au cheval de type « Finlandais de l'Est » mentionné par les hippologues. L'agronome Axel Alfthan (1862-1934) et le vétérinaire Kaarlo Gummerus (1840-1898) ont en effet caractérisé les chevaux de Finlande en deux types, celui de Finlande de l'Est ou Carélien, et le type central. Ces deux types seraient restés identifiables jusqu’au début du XXe siècle.
Le Carélien n'a jamais disposé de registre généalogique. Une chronique russe de 1338 mentionne la « Carélie des juments » (finnois : « Tamma-Karjala »), probablement pour indiquer un lieu d'élevage de chevaux de qualité,.
La race est citée dans le récit de voyage du romancier britannique Andrew Soutar (en), comme étant un poney très courageux, facile à mener et infatigable ; l'auteur précise aussi que très peu de nourriture lui est fourni, et que sa capacité digestive est telle qu'il peut manger n'importe quoi et « aimer cela ». En 1895, Annie Margaret Clive Bayley décrit aussi cette race dans son récit Vignette from Finland: Or, Twelve Months in Strawberryland, citant des trajets en traîneau et l'alimentation sommaire donnée à ces poneys.

## Description
Le Carélien appartient au groupe des poneys du Nord de la Russie,,. Au début du XXe siècle, sa taille moyenne est estimée à 1,40 m.
Il possède un corps robuste et anguleux, un garrot prononcé, une encolure courte et une grande tête. 
La couleur de robe peut fortement varier. Cependant, les poneys de Carélie ont la particularité, comme d'autres races autochtones du Nord de l'Europe, de pouvoir arborer des zébrures aux membres.
Ces poneys sont décrits comme forts et solides, rustiques, et de caractère têtu. Leur capacité à se nourrir de peu a été soulignée.

## Utilisations

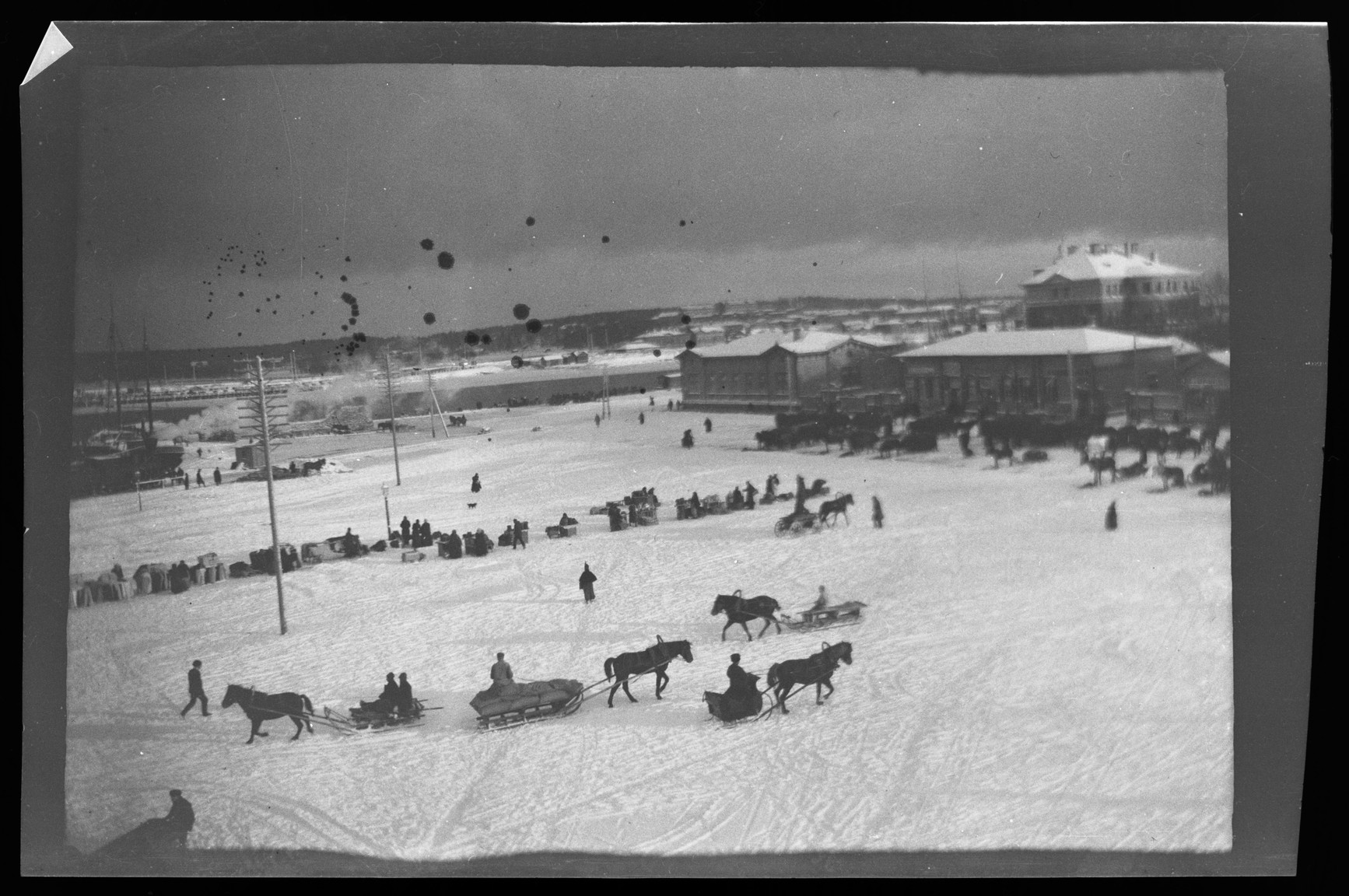
Traîneaux à Vyborg durant les années 1900.

Ces poneys servaient autrefois aux travaux agricoles dans les zones d'agriculture sur brûlis, où ils hersaient et labouraient le sol. Ils étaient aussi mis à contribution pour le transport sur un territoire alors dépourvu de routes, en particulier pour tracter des traîneaux.
Les habitants de la Carélie recouraient historiquement à la marche à pieds ou bien au traîneau attelé en cas de besoin d'évacuation.

## Diffusion de l'élevage
La race est indiquée comme locale, et comme native de l'ancienne URSS, dans la base de données DAD-IS. Elle est, plus exactement, propre à la région de Carélie, situé à la frontière entre la Finlande et la Russie. 
Les données de population les plus récentes, datées de 2006 et 2007, indiquent un effectif nul. L'étude menée par l'Université d'Uppsala, publiée en août 2010 pour la FAO, signale le Karelian Pony et l'Onega comme races de chevaux européennes locales et éteintes.
Le Carélien, incluant sa variété Onega, est également indiqué comme éteint dans la dernière édition de l'encyclopédie de CAB International (2016), ainsi que dans l'encyclopédie Tous les chevaux du monde (2014) de Delachaux et Niestlé, dans le Guide des chevaux d'Europe (paru en 2016 chez le même éditeur), enfin dans le dictionnaire de CAB International (2016).

## Dans la culture
Bien que la région soit théoriquement christianisée, les habitants de Carélie conservent, au XIXe siècle, des éléments de croyance plus anciens. Maltraiter un cheval est très mal vu, car cela peut causer une vengeance du cheval ou de son esprit gardien, haltija. Le cheval est par ailleurs localement perçu comme un animal sage et doué d'une excellente mémoire, capable d'un attachement important envers son lieu de vie (kotipaikkauskollinen, soit « loyal au lieu de son foyer ») et envers la famille qui s'en occupe, au point de percevoir à distance la mort de son maître. Ces croyances influent sur le commerce des chevaux, car il est vu comme préférable de vendre un cheval lorsqu'il est très jeune. Après une transaction impliquant un animal adulte, il était courant de faire appel à un rituel magique destiné à empêcher que l'animal puisse fuir son nouveau lieu de vie.
Le cheval est enfin perçu comme un animal en contact avec l'autre monde.